# Companhia Metropolitana de Habitação de São Paulo
A Companhia Metropolitana de Habitação de São Paulo também conhecida como COHAB é uma empresa estatal responsável por executar políticas públicas de habitação na cidade de São Paulo e em sua região metropolitana.
A COHAB foi criada pela lei n.º 6.738, de 16 de novembro de 1965, como uma sociedade anônima de economia mista, onde a principal acionista é a Prefeitura Municipal de São Paulo.
Segundo o site da Prefeitura de São Paulo, a COHAB atua na Secretaria Municipal de Habitação (SEHAB), e através da aquisição de terrenos e glebas promove a construção de moradias para população de baixa renda.